# Aéroport de Lankaran
 (mai 2015).
Si vous disposez d'ouvrages ou d'articles de référence ou si vous connaissez des sites web de qualité traitant du thème abordé ici, merci de compléter l'article en donnant les références utiles à sa vérifiabilité et en les liant à la section « Notes et références ».
L'aéroport de Lankaran (azéri : Lənkəran Hava Limanı) est un aéroport desservant Lankaran, une ville de l'Azerbaïdjan. L'aéroport a ouvert en 2008.

## Situation
L'aéroport se trouve à une altitude de 35 pieds. 
| \| 20 km1:1 845 000 \| Lankaran Zaqatala Gandja Nakhitchevan‎ Qabala Bakou-Heydar-Aliyev |
| 20 km1:1 845 000                                                                        |

## Installations
Il a une piste désignée 15/33 avec du bitume.

## Compagnies aériennes et destinations
| Compagnies          | Destinations                |
| ------------------- | --------------------------- |
| Azerbaijan Airlines | En saison : Moscou-Vnoukovo |
| Ural Airlines       | Moscou-Domodédovo           |

Édité le 04/10/2020

## Statistiques
| | Passagers | Changement de l'année précédente | L'exploitation des aéronefs | Changement de l'année précédente | Fret (tonnes) | Changement de l'année précédente |
| --- | --------- | -------------------------------- | --------------------------- | -------------------------------- | ------------- | -------------------------------- |
| 2013 | 53,435    | N. D.                            | 556                         | N. D.                            | 10            | N. D.                            |
| 2014 | 47,889    | 10.38%                           | 442                         | 20.50%                           | 15            | 50.00%                           |
| Source: Conseil International Des Aéroports. Monde De L'Aéroport De Rapports Sur Le Trafic (Années 2013, et en 2014) |           |                                  |                             |                                  |               |                                  |